# Сото, Джефф Скотт
Джефф Скотт Со́то (англ. Jeff Scott Soto; род. 4 ноября 1965, Бруклин, Нью-Йорк, США) — американский рок-певец пуэрториканского происхождения. Наиболее известен как вокалист первых двух альбомов Ингви Мальмстина (Rising Force и Marching Out) и тур-вокалист группы Journey в 2006—2007 г.г. Он также принимал активное участие в группах Talisman (1989—2007; 2014) и Axel Rudi Pell (1992—1997). В настоящее время выступает как сольно (в качестве фронтмена собственной группы SOTO), так и в составе супергрупп W.E.T., Sons of Apollo и Trans-Siberian Orchestra.
Стиль его вокала варьируется от хард-рока до пауэр-метала, сформировавшись под влиянием как классических соул-певцов — таких, как Сэм Кук, так и рок-певцов, в частности Стива Перри и Фредди Меркьюри.

## Карьера
Известность пришла к Сото в начале 1980-х годов после выхода двух альбомов гитариста Ингви Мальмстина, на которых Сото был вокалистом. Но после выпуска в 1985 году альбома Marching Out Сото покидает группу, из-за плохого отношения к себе как со стороны лейбла и продюсеров, так и самого Мальмстина и слабого заработка. Он также работал в группах Panther, Axel Rudi Pell, Eyes, Talisman, Takara, Humanimal, Human Clay, Kryst The Conqueror, Redlist, The Boogie Knights и Soul SirkUS. Сото также выпустил несколько сольных альбомов.
Сото принимал участие в качестве бэк-вокалиста в записях таких артистов, как Лита Форд, Steelheart, Fergie Frederiksen, Glass Tiger, House of Lords, Stryper, Saigon Kick и др.
Сото исполнил вокал для саундтреков: к фильму «Рок-звезда» как участник вымышленной группы Steel Dragon, в составе которой играли Закк Уайлд, Джефф Пилсон и Джейсон Бонэм; к мультсериалу «Мыши-байкеры с Марса».
С начала 2000-х годов Джефф Скотт Сото тесно сотрудничал с участниками группы Queen. В 2000 году он принял участие в ежегодном мероприятии, посвященном дню рождения Фредди Меркьюри в Рединге, Великобритания, где исполнил песню Queen «Dragon Attack» вместе с Брайаном Мэем. После этого Сото принимал неоднократное участие в проекте Спайка Эдни (известен своим долговременным сотрудничеством с группой Queen) SAS Band. В 2002 году Джефф появился на сцене вместе с Брайаном Мэем и Роджером Тейлором на праздновании получения группой Queen звезды на голливудской «Аллее славы». В 2003 году Сото вместе со своей группой отыграл целый концерт, состоявший из песен Queen, на конвенции поклонников Queen. Впоследствии запись этого концерта вышла на CD и DVD. В 2012 году в качестве одного из вокалистов Сото принял участие в североамериканском турне кавер-группы Queen Extravaganza, кастингом которой занимался Роджер Тейлор.
Летом 2006 года Сото заменил Стива Оджери в концертном турне группы Journey, после того, как тот выбыл из-за острой инфекции горла. В декабре появилась информация, что Сото утверждён на место нового вокалиста. В июне 2007 года было объявлено, что Сото покинул место вокалиста Journey.
После ухода из Journey Сото вернулся к сольной карьере, а также работе в других группах. В 2008 году вышел его сольный альбом Beautiful Mess.
Сото гастролировал с супергруппой Trans-Siberian Orchestra во время их зимних турне с 2008 по 2012 гг., а также во время весенних концертов в поддержку альбома Beethoven’s Last Night в 2009 и 2010 гг. Кроме того, он эпизодически появлялся на сцене с группой в 2013—2015 гг.

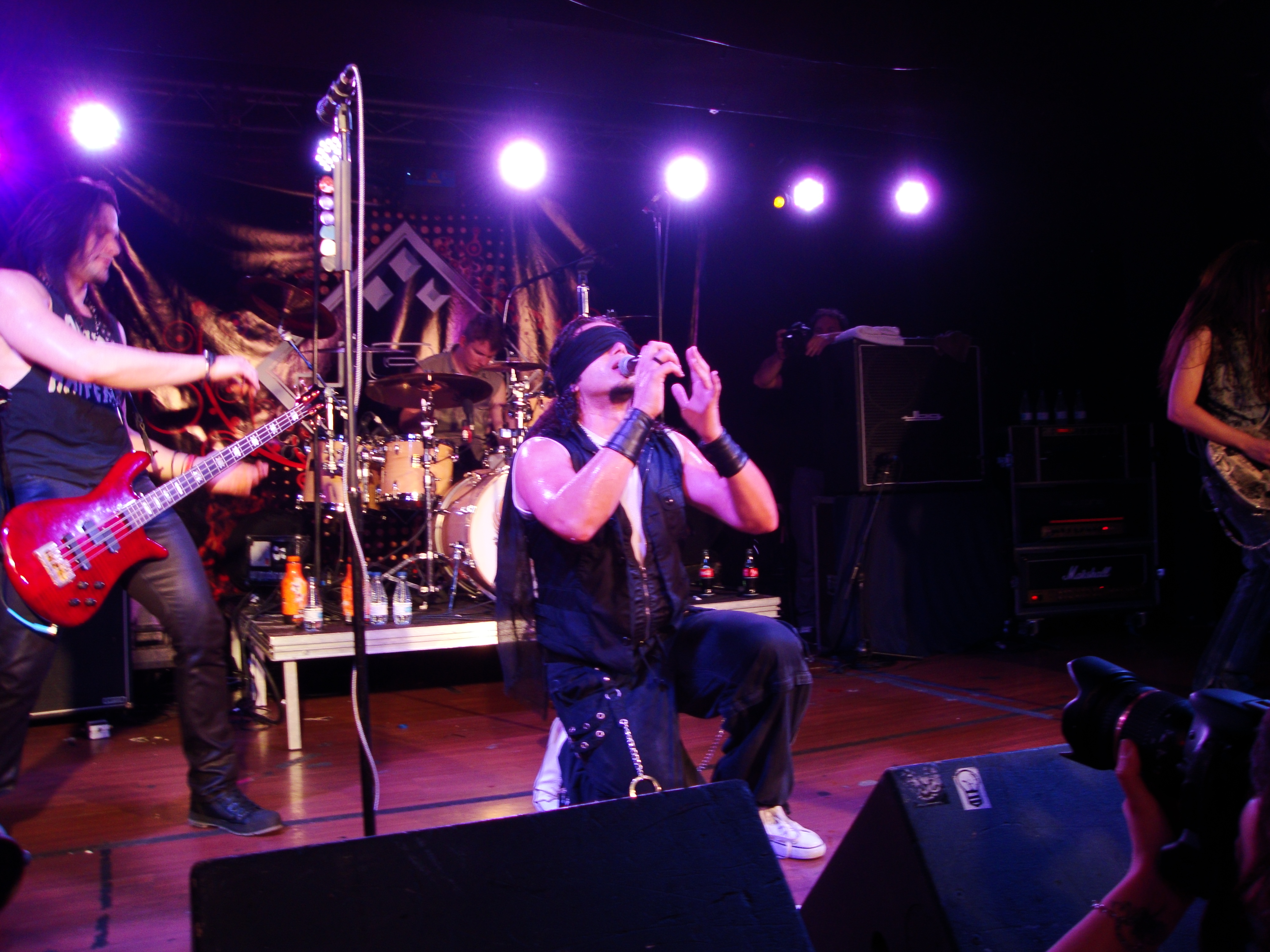
Мадрид, 2013 год

Сото являлся одним из создателей супергруппы W.E.T., в 2009 году вышел одноимённый альбом группы.
В 2012 году вышел еще один сольный альбом — Damage Control, а в 2013 — второй альбом W.E.T. — Rise Up. В январе 2013 года состоялся концерт в Стокгольме, вышедший впоследствии на DVD.
В 2015 году Сото выпустил альбом под заголовком SOTO — Inside the Vertigo. Альбом был оценен как очень тяжёлый. В его создании, помимо музыкантов группы Сото, также принимали участие Гас Джи (гитарист, известный по совместной работе с Оззи Осборном), Майк Орландо (Adrenaline Mob) и Джейсон Билер (Saigon Kick).
В том же году вышел альбом проекта «Joel Hoekstra’s 13» гитариста Whitesnake Джоэла Хукстры под названием Dying to Live. Сото исполнил ведущий вокал в половине песен и бэк-вокал — во всех.
На следующий год вышел второй альбом SOTO — DIVAK. После выхода альбома группа отправилась в мировое турне.
В мае 2017 года Сото присоединился к супергруппе Sons of Apollo в составе: Дерек Шериньян, Билли Шихэн, Майк Портной и Бамблфут Таль. Осенью 2017 года вышел их дебютный альбом Psychotic Symphony.
Параллельно с работой над альбомом для Sons of Apollo Сото записал и выпустил шестой сольный альбом — Retribution, который вышел в ноябре 2017 года.

## Дискография

### Соло
Студийные альбомы:
- Love Parade — 1994
- Holding On (EP) — 2002
- Prism — 2002
- Lost in the Translation — 2004
- Believe in Me (EP) — 2006
- Beautiful Mess — 2009
- Damage Control — 2012
- Retribution — 2017
- Wide Awake (In My Dreamland) — 2020

Концертные альбомы:
- JSS Live at the Gods 2002 — 2003
- Live at the Queen Convention 2003 — 2004
- One Night in Madrid — 2009
- Live at Firefest 2008 — 2010

Альбомы-компиляции:
- Essential Ballads — 2006

### сИнгви Мальмстином
- Rising Force — 1984
- Marching Out — 1985
- Inspiration — 1996

Синглы:
- «Studio/Live '85» (1985)
- «I am a Viking» (Япония, 1985)

### сKryst the Conqueror
- Deliver Us From Evil — 1989

### сEyes
- Eyes — 1990
- Windows Of The Soul — 1993

Синглы:
- «Calling All Girls» — 1990
- «Nobody Said It Was Easy» — 1990

### сTalisman
Студийные альбомы:
- Talisman — 1990
- Genesis — 1993
- Humanimal — 1994
- Humanimal Part II — 1994
- Life — 1995
- Truth — 1998
- Cats and Dogs — 2003
- 7 — 2006

Концертные альбомы:
- Five out of Five (Live in Japan) — 1994
- Live at Sweden Rock Festival — 2001
- Five Men Live — 2005

Альбомы-компиляции:
- Best of…  — 1996
- BESTerious — 1996

Синглы:
- «Just Between Us» (1990)
- «I’ll be Waiting» (Швеция, 1990)
- «Mysterious (This Time is Serious)» (1993)
- «Time after Time» (1993)
- «Doing Time With My Baby» (1994)
- «Colour My XTC» (1994)
- «All + All» (1994)
- «Frozen» (1995)
- «Crazy» (1998)

### сAxel Rudi Pell
- Eternal Prisoner — 1992
- The Ballads — 1993
- Between the Walls — 1994
- Made In Germany (Live) — 1995
- Black Moon Pyramid — 1996
- Magic — 1997

Синглы:
- «Forever Young» (1994)
- «Cry Of The Gypsy» (1994)

### сTakara
- Eternal Faith — 1993
- Taste of Heaven — 1995
- Eternity: Best of 93 — 98 (Compilation) — 1998
- Blind in Paradise — 1998

### сHuman Clay
- Human Clay 1996
- u4ia 1997
- Closing the Book on Human Clay — 2003

### сHumanimal
- Humanimal — 2002
- Find My Way Home E.P. — 2002

### сSoul SirkUS
- World Play — 2005

### сRedlist
- Ignorance — 2007

### сW.E.T.
- W.E.T. — 2009
- Rise Up — 2013
- One Live in Stockholm — 2014
- Earthrage — 2018

Синглы:
- One Love (2009)
- Comes Down Like Rain (2009)
- Brothers In Arms (2009)
- Learn to Live Again (2012)
- Love Heals (2013)
- Watch the Fire (2018)

### сTrans-Siberian Orchestra
- Night Castle — 2009
- Letters From the Labyrinth — 2015

### сSOTO
- Inside the Vertigo — 2015
- DIVAK — 2016
- Origami — 2019

### сSons of Apollo
- Psychotic Symphony (2017)
- Live With The Plovdiv Psychotic Symphony (2019)
- MMXX (2020)

### Ellefson-Soto
- Vacation in the Underworld (2022)

### В качестве приглашённого вокалиста (ведущий вокал)
- Threshold — Threshold — 1983
- Panther — Panther — 1986
- Dragonne — On Dragons Wings — 1988
- Kuni — Lookin' For Action — 1988
- Alex Masi — Attack Of The Neon Shark — 1989
- Skrapp Mettle — Sensitive — 1991
- Мыши-байкеры с Марса — Biker Mice From Mars: Original Soundtrack — 1993
- Da Black Side Brown — Da Black Side Brown — 1994
- Gary Schutt — Sentimetal — 1994
- Hollywood Underground — Hollywood Underground — 1996
- Ингви Мальмстин — Inspiration — 1996
- The Boogie Knights — Welcome To The Jungle Boogie — 1997
- Steel Dragon — Rock Star soundtrack — 2001
- Ken Tamplin And Friends — Wake The Nations — 2003
- Chris Catena — Freak Out! — 2003
- Christian Rivel’s Audiovision — The Calling — 2003
- Laudamus — Lost In Vain — 2003
- Edge of Forever — Feeding The Fire — 2004
- Михаэль Шенкер — Heavy Hitters — Doctor Doctor: The Kulick Sessions — By Invitation Only — 2005
- Jorge Salán — Chronicles of an Evolution — 2007
- Tempestt — Bring 'Em On — 2007
- Taka Minamino — AngelWing — 2009
- Jorge Salán — Estatuas en la calle — 2010
- Danger Angel — Danger Angel — 2010
- Jane Bogaert — Fifth Dimension — 2010
- Last Autumn's Dream — A Touch of Heaven — 2010
- «The Flames Still Burns» — from «Ballroom Hamburg — A Decade of Rock» compilation (2010)
- Pushking — The World as We Love it — 2011
- Evolution — Evolution — 2011
- Talon — III — 2011
- Mitch Malloy — II — 2011
- Wolfpakk — Wolfpakk — 2011
- Last Autumn's Dream — Nine Lives — 2011
- Koritni — Welcome To The Crossroads — 2012
- Reign of the Architect — Rise — 2012
- AOR — The Secrets Of L.A — 2013
- Danger Angel — Revolutia — 2013
- Gus G — Summer Days — 2014
- Gus G — Brand New Revolution — 2015[8]
- Джоэл Хукстра — Dying To Live — 2015
- Лита Форд — Time Capsule — 2016
- RTfact — Life is Good- 2017
- HighWay — «Wake Up» — 2017[9][10]
- Star One — «Revel in Time» — 2022

### VAтрибьют-альбомы
- Smoke On The Water: A Tribute to Deep Purple (1994): «Hush»
- Dragon Attack: A Tribute To Queen (1996): "Save Me "
- Hot For Remixes: Tribute to Van Halen (1999): «So This Is Love (Sheep On Drugs Remix)»
- Head Soup: A Tribute To Ozzy Osbourne (2000): «Shot In The Dark»
- Little Guitars — A Tribute To Van Halen (2000): «So This Is Love» (Re-released)
- Let The Tribute Do The Talkin': A Tribute to Aerosmith (2001): «Cryin'»
- An All Star Lineup Performing The Songs Of Pink Floyd (2002): «Us & Them»
- We Salute You A Tribute to AC/DC (2004): «Problem Child»
- Numbers From The Beast — An All Star Salute To Iron Maiden (2004): «Aces High»
- The Sweet According to Sweden: A Tribute to The Sweet (2004): «Love Is Like Oxygen» (Audiovision fect. JSS)
- Frankie Banali & Friends 24/7/365 — Tribute To Led Zeppelin (2004): «Royal Orleans»
- The Crown Jewels — A tribute To Queen (2005): «We Will Rock You»
- 80s Metal Tribute To Van Halen (2006): «So This Is Love» (Re-released)
- Butchering The Beatles (2006): «Magical Mystery Tour»

### В качестве приглашённого вокалиста (бэк-вокал)
- House of Lords — House of Lords — 1988
- Glass Tiger — Simple Mission — 1990
- Stryper — Against the Law — 1990
- Stryper — Can't Stop the Rock — 1991
- Saigon Kick — Saigon Kick — 1991
- Лита Форд — Dangerous Curves — 1991
- McQueen Street — McQueen Street — 1991
- Randy Jackson’s China Red — Bed of Nails — 1992
- Steelheart — Tangled in Reins — 1992
- Babylon A.D. — Nothing Sacred — 1992
- Лита Форд — Black — 1992
- Mitch Malloy — Mitch Malloy — 1992
- Slaughter — The Wild Life — 1992
- Pariah — To Mock a Killingbird — 1993
- Thomas Vikstrom — If I Could Fly — 1993
- Monster — Through The Eyes of the World — 1995
- Amalgan — Delicate Stretch of the Seems — 1997
- Пол Гилберт — Alligator Farm — 1997
- Fergie Frederiksen — Equilibrium — 1999
- Neil Turbin — Threatcon Delta — 2003
- Takara — Invitation to Forever — 2008
- Dokken — Lightning Strikes Again — 2008
- Mad Max — Here We Are — 2008
- Harem Scarem — United — 2017

### В качестве приглашённого автора
- Khymera — A New Promise — 2005: «You Can’t Take Me (Away from You)»